# Condones.com
Condones.com es una película producida por Ramón T. Cerro, Dario Jiménez y Enrique Borja García, realizada en México con las participaciones estelares de Sandra Echeverría como Gabriela y Ramón Marquéz como Timo.

## Sinopsis
Timoteo "Timo", es un estudiante universitario, muy inteligente, pero a su vez, muy irresponsable,  el cual es muy feliz con su novia Gabriela, hasta que se cruza en su camino Bárbara, una estudiante muy provocativa, con quien, una noche, tiene una aventura. Luego de regresar con Gabriela se entera de que Bárbara está esperando un hijo suyo. Sin más remedio que atenerse a las consecuencias y responsabilizarse de sus actos, Timo tiene que casarse con Bárbara, así que se prepara para hablar con sus futuros suegros, sin saber que en esa reunión, aprenderá una lección que jamás olvidará.

## Reparto
- Sandra Echeverría
- Ramón Marquéz
- Mark Tacher
- Michel Brown
- Martha Acuña
- Gerardo Albarrán
- Irene Arcila
- Rafael Goyri
- Francisco Mondragón
- Lucha Moreno
- Wendy Álvarez
- Sabo Romo
- Milagros Rueda